# 이자녹스

이자녹스(Ĭsa Knox)는 대한민국의 화장품 브랜드이다.

## 개요
1995년 LG화학(현. LG생활건강)에서 출시되었으며, 한국인의 피부를 끊임없이 연구해 온 기능성 안티에이징 리딩 브랜드로 스킨, 로션, 크림, 선케어, 색조화장품, 클렌징, 남성용 그리고 아이케어 등을 주력으로 한다.